# Cîietu, Cantemir
Cîietu este satul de reședință al comunei cu același nume  din raionul Cantemir, Republica Moldova.
Se întinde pe o suprafață de aproximativ 3 km. Este situat într-o regiune de văi și vâlcele. La sud se află Chioselia Mare, iar la 25 km nord-est municipiul Comrat.

## Istoric
Satul Cîietu a fost întemeiat în jurul anului 1500. Localitatea a avut mai multe denumiri: Cîiata, Căitu; în acest sens există o legendă despre un boier care locuia în aceste părți. Acesta ar fi fost poreclit de țăranii care munceau pentru el „căitu”, de unde ar fi provenit denumirea satului Căitu, care cu trecerea timpului s-a schimbat în Cîietu.

## Demografie

### Structura etnică
Structura etnică a satului Cîietu conform recensământului populației din 2004:
| Grup etnic                                               | Populație | % Procentaj  |
| -------------------------------------------------------- | --------- | ------------ |
| Băștinași declarați Moldoveni Băștinași declarați Români | 780 7     | 91,33% 0,82% |
| Bulgari                                                  | 48        | 5,62%        |
| Găgăuzi                                                  | 12        | 1,41%        |
| Ucraineni                                                | 4         | 0,47%        |
| Ruși                                                     | 3         | 0,35%        |
| Total                                                    | 854       |              |